# Oveta Culp Hobby
Oveta Culp Hobby, född 1905, död 1995, var en amerikansk minister. Hon var hälso-, utbildnings- och socialminister (United States Secretary of Health, Education, and Welfare) mellan 1953 och 1955.
Hon var den andra kvinnliga ministern i USA (utöver Georgia Neese Clark, vars ämbete var nära ministerstatus) och den sista på över tjugo år.